# Diaea terrena
Diaea terrena är en spindelart som beskrevs av Sarah Creecie Dyal 1935. Diaea terrena ingår i släktet Diaea och familjen krabbspindlar.
Artens utbredningsområde är Pakistan. Inga underarter finns listade i Catalogue of Life.